# 트위스타

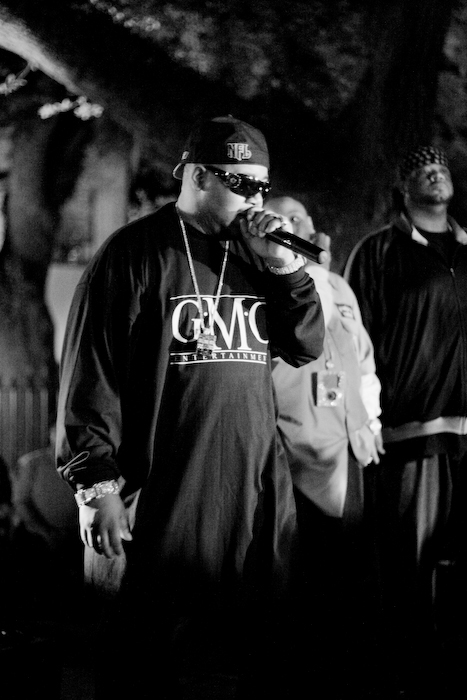
트위스타

트위스타(영어:Twista 본명:Carl Terrell Mitchell 출생:1973년 11월 27일 ~ )은 미국의 랩퍼이며,현재 활동하는 미국랩퍼들중 가장 빠른 랩퍼이다.2004년 앨범인 'Kamikaze'로 US 차트 200위안에 들었으며, 그의 히트싱글인 'Slow Jamz'으로 유명하다.

## 데뷔
그는 1991년 'Runnin' Off at da Mouth'으로 데뷔한다.1995년 시카고에서 힙합그룹 'Do or Die'에 멤버가된다.
1997년 ' Adrenaline Rush'을 발표하면서 그의 닉네임인 'Thug Twista'라는 예명을 버린다.
1999년년 '레짓 밸린 레코드'에 소속되고, 컴필레이션 앨범인 'Legit Ballin' Vol. 2'에 참여한다. 그리고 2006까지 컴필레이션 프로젝트 'Volume 4: Tha Truth'까지 발표하지만, 실패하고 만다.2000년 러프 라이더에 멤버 드레그-온과 'Twisted Heat'에 참여한다.
2002년 'Kamilaze'에서는 루다크리스, 카니예 웨스트, 알 켈리, T.I등이 참여했고,US 빌보드 200에서 1위를 차지했다.
2005년' The Day After'에 싱글인 'Girl Tonite'(feat.트레이 송즈),'Hit The floor(feat, Pitbull),'So Lonely(feat, 머라이어 캐리)등은 괜찮은 성적을 거두었다.
2007년에 발매된 'Adrenaline Rush 2007'은 첫싱글인 'Give it Up'은 페럴이 참여했고,다음 싱글인 'Creep Fast'는 티-페인이 참여했다.
2008년 그는 새 레이블인 'Get Money Gang Entertainment'를 세웠다.2009년 새 앨범 'Category F5'를 발매했다.